# Elio Jotta
Elio Jotta, all'anagrafe Adelio Jotta; talvolta accreditato come Leonard G. Elliot (Cremona, 24 febbraio 1912 – Sanremo, 9 gennaio 1996), è stato un attore italiano.

## Biografia
Attore di formazione teatrale (ha recitato con Giorgio Strehler al Piccolo Teatro di Milano), è stato attivo fra gli anni quaranta e i settanta, prevalentemente con interpretazioni televisive e radiofoniche in rappresentazioni teatrali e sceneggiati Rai; per il cinema è stato interprete in film in costume e in film di genere (poliziotteschi, peplum, eccetera).

## Filmografia

### Cinema
- Un figlio d'oggi, regia di Marino Girolami e Domenico Graziano (1961)
- L'assassino si chiama Pompeo, regia di Marino Girolami (1962)
- Lo spettro, regia di Riccardo Freda (1963)
- Maciste nelle miniere di re Salomone, regia di Piero Regnoli (1964)[1]
- Il caso Mattei, regia di Francesco Rosi (1972)
- La polizia ha le mani legate, regia di Luciano Ercoli (1975)

### Televisione
- Una tragedia americana, regia di Anton Giulio Majano – miniserie TV (1962)
- La cittadella, regia di Anton Giulio Majano – miniserie TV (1964)
- La freccia nera, regia di Anton Giulio Majano – miniserie TV (1968)
- L'edera, regia di Giuseppe Fina – miniserie TV (1974)
- Accadde a Lisbona, regia di Daniele D'Anza – miniserie TV (1974)
- Paganini, regia di Dante Guardamagna (1976)

### Prosa televisiva Rai
- I frutti dell'istruzione di Lev Tolstoj, regia di Claudio Fino, trasmessa il 9 dicembre 1955.
- Il giardino dei ciliegi di Anton Čechov, regia di Claudio Fino, trasmessa il 6 aprile 1956.
- Il bicchiere della staffa, regia di Fausto Tommei, trasmessa il 10 febbraio 1957.
- Il ventaglio di Lady Windermere di Oscar Wilde, regia di Claudio Fino, trasmessa il 12 aprile 1957.
- Le rispettabili signorine Arbuckle, regia di Alberto Gagliardelli, trasmessa nel marzo del 1959[controllare la data][2]
- Ruy Blas di Victor Hugo, regia di Sandro Bolchi, trasmessa il 4 dicembre 1959.

## Teatro
- Le notti dell'ira di Armand Salacrou, regia di Giorgio Strehler, prima al Piccolo Teatro di Milano, 6 giugno 1947.
- Vita di Galileo di Bertolt Brecht, regia di Giorgio Strehler, Piccolo Teatro di Milano, 22 aprile 1963.

## Prosa radiofonica Rai
- Non abbiamo più ricordi, commedia di Jean Blondel, regia di Enzo Convalli, trasmessa il 5 febbraio 1948.
- Il malato immaginario di Molière, regia di Enzo Ferrieri (1948)
- Robina in cerca di marito, commedia di J. K. Jerome, regia di Enzo Convalli, trasmessa il 19 agosto 1948.
- Mirra, tragedia di Vittorio Alfieri, regia di Enzo Ferrieri, trasmessa il 13 gennaio 1949.
- La bella addormentata di Felice Filippini, regia di Enzo Ferrieri, trasmessa il 20 marzo 1949.
- Aurelia di Giuseppe Lanza, regia di Enzo Ferrieri, trasmessa l'11 luglio 1949.
- Tragedia d'amore, commedia di Gunnar Heiberg, regia di Enzo Ferrieri, trasmessa il 21 luglio 1949.
- Il fiore sotto gli occhi di Fausto Maria Martini, regia di Enzo Convalli, trasmessa il 14 novembre 1949.
- Artemisio di Gaspare Cataldo, regia di Enzo Convalli, trasmessa il 5 dicembre 1949.
- I giorni della vita di William Saroyan, regia di Enzo Ferrieri, trasmessa il 30 gennaio 1950.
- Il signor Vernet di Jules Renard, regia di Enzo Ferrieri (1950)
- Casa di bambola di Henrik Ibsen, regia di Enzo Ferrieri, trasmessa il 20 dicembre 1951.
- L'agnello del povero, commedia di Stefan Zweig, regia di Enzo Ferrieri, trasmessa il 5 febbraio 1952.
- L'impresario di Gottlieb Stephanie, regia di Claudio Fino, trasmessa il 11 aprile 1953.
- Gli ipocriti di Silvio Giovaninetti, regia di Enzo Ferrieri, trasmessa il 24 luglio 1953.
- La nostra fortuna, commedia di Eligio Possenti, regia di Enzo Ferrieri, trasmessa il 18 agosto 1953.
- L'uomo senz'ombra' di Paul Gilson, regia di Claudio Fino, trasmessa il 2 settembre 1953.
- Pilato di Giuseppe Di Martino e Santoni Rugio,  regia di Umberto Benedetto, trasmessa il 26 settembre 1953.
- La cucina degli angeli di Albert Husson, regia di Enzo Ferrieri, trasmessa il 26 marzo 1956.
- Tutto per bene, commedia di Luigi Pirandello, regia di Enzo Ferrieri, trasmessa il 3 aprile 1956.
- Le trombe di Eustacchio di Vitaliano Brancati, regia di Claudio Fino (1956)
- L'improvvisazione di Versaglia di Molière, regia di Enzo Ferrieri, trasmessa il 15 giugno 1957.
- Don Giovanni al rogo di Alfredo Balducci, regia di Dante Raiteri, trasmessa il 7 gennaio 1976.